# Jolly Marée
Jolly Marée (* 10. Juli 1920 in Berlin-Charlottenburg; † 20. Dezember 2002 in Chemnitz; eigentlich Anna Bertha Jolly Bohnert) war eine deutsche Schauspielerin, Sängerin und Varietékünstlerin.

## Leben und Wirken
Jolly Bohnert kam am 10. Juli 1920 als Tochter des Schauspielers Franz Lothar Bohnert in Berlin-Charlottenburg zur Welt. Ihre Mutter Charlotte Ernestine Martha Bohnert, geborene Büttner, trat einst im Zirkus Krone unter dem Namen „Jolly Kooper“ als Schlangentänzerin auf.
Jolly Bohnert fasste schon früh den Entschluss, Schauspielerin zu werden und erhielt von der einstigen Hofschauspielerin Elfriede John Unterricht. Bei der Kammersängerin Marcelle Röseler nahm sie Gesangsstunden und bei Karl Janike außerdem Tanzunterricht. Um die Ausbildung bezahlen zu können, war sie u. a. an der Berliner Plaza als Nummerngirl tätig. Dort wurde Bohnert durch den Filmregisseur Herbert Selpin entdeckt, der sie für den antibritischen Propagandafilm Titanic engagierte. Er übertrug ihr die Rolle der Zigeunerin Marcia, die auf dem Zwischendeck unter den armen Auswanderern mit ihren Tänzen für ein wenig Stimmung und Abwechslung sorgt. Durch den Film wurde Reichspropagandaminister Joseph Goebbels auf sie aufmerksam, der sie persönlich kennenzulernen wünschte. Bohnert schlug die Einladung jedoch aus und wurde daraufhin mit einem Berufsverbot belegt. Bereits angedachte Filmprojekte zerschlugen sich und weitere Rollenangebote blieben aus. Auf der Flucht vor Goebbels kam sie 1944 mit dem Theaterdirektor Georg Mandt nach Ebermannstadt, wo sie bis 1946 lebte. Am 24. Dezember 1946 kam beider Sohn Peter zur Welt, der aber schon kurz darauf verstarb. 
Mit der Unterstützung ihres Mentors wurde sie unter dem Künstlernamen „Jolly Marée“ eine bekannte Diseuse, die ihre Chansons in zwölf Sprachen sang. Mit ihrer Altstimme trug sie zudem Brecht-Lieder vor. 1966 kehrte sie nach einer Tournee durch die DDR nicht mehr in die Bundesrepublik zurück, sondern feierte u. a. im Dresdner Varieté „Café Prag“ Erfolge. Marée, die zuletzt in einer lesbischen Beziehung lebte, starb nach langer schwerer Krankheit am 20. Dezember 2002 in Chemnitz.